# Lau Cheok Va

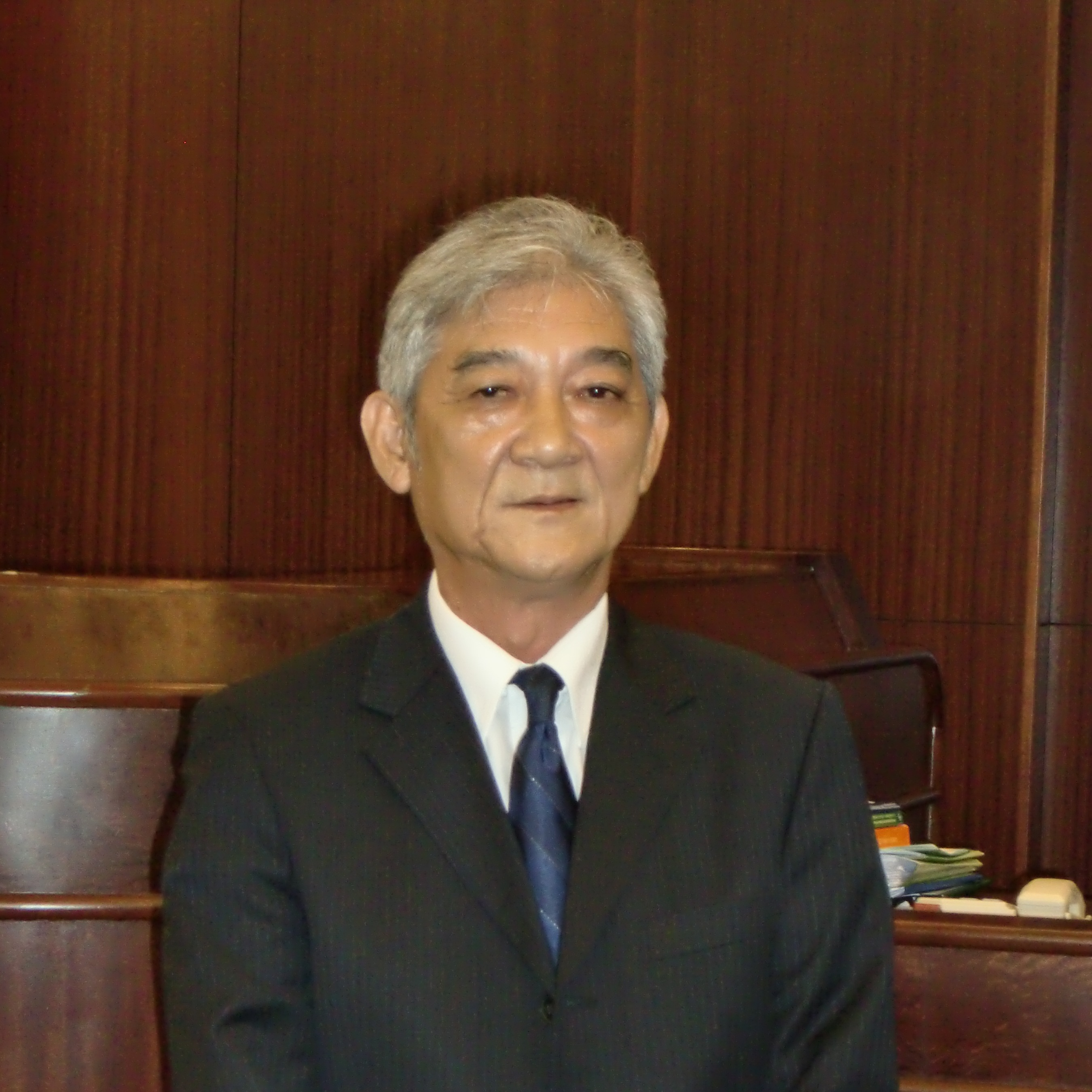
Lau Cheok-vá

Lau Cheok-vá es un abogado y político Macaense, que preside la Asamblea Legislativa de Macao. También funge como diputado al 11° Congreso de la República Popular China, Vicepresidente de la Unión de Federaciones de Comercio de Macao y de la Comisión Judicial de Recomendaciones Oficiales. Previamente fungió como Vicepresidente de la Asamblea Legislativa de Macao de 1999 hasta 2009.